# Containerformat
Ein Containerformat (von englisch container ‚Behälter‘) legt in der Informationstechnik eine Datenstruktur fest, mit der einzelne Datenströme eventuell verschiedener Formate zu einem Datenstrom (zum Beispiel einer Containerdatei) zusammengeführt werden können (Multiplexing). Die Möglichkeiten verschiedener Containerformate unterscheiden sich stark voneinander. Der einfachste Fall ist das Zusammenfassen mehrerer Dateien zu einer Archivdatei, wie beispielsweise beim TAR-Format.
Darauf aufbauend wird der Begriff des Containerformats oft in der Hinsicht verwendet, dass die in ihr enthaltenen Daten ein sinnvolles Ganzes ergeben – beispielsweise Videodaten dergestalt mit Audiodaten zusammenzuführen, dass sie einen abspielbaren Film ergeben oder Textinformationen mit Bildern und anderen Informationen zu kombinieren, dass sie ein Verbunddokument ergeben. Sehr bekannte und oft verwendete Medien-Containerformate, vor allem für die gemeinsame Speicherung der Bild- und Tondaten eines Spielfilms in einem einzigen Datenstrom, sind MP4 (Dateiendung .mp4), Matroska (.mkv, .mka), DivX (.divx) und das tendenziell veraltete AVI (.avi).

## Medien-Container

Einige Beispiele von Medien-Containerformaten

Container enthalten in der Regel Daten verschiedener Formate. Der verbreitete AVI-Container kann beispielsweise eine mit dem Xvid-Codec erstellte MPEG-4-Videospur und eine mit LAME erstellte MP3-Audiospur enthalten. Einige Containerformate können darüber hinaus weitere Daten wie Untertitel, Menüstrukturen oder zusätzliche Audiospuren enthalten. Andere Container-Formate können dagegen nur Audiodaten enthalten. Beispielsweise enthalten RIFF-WAVE-Container in der Regel eine unkomprimierte Audiospur (zumeist in PCM-Codierung); MP3-codierte Tondaten sind aber ebenso möglich.
Das Zusammenführen der Audio- und Videospuren in einen Container eines bestimmten Formats übernimmt ein Multiplexer. Beim Abspielen werden die Spuren entsprechend durch einen Demultiplexer (auch Splitter genannt) wieder getrennt, um dann vom jeweiligen Dekodierer dekodiert werden zu können.

## Audio-/Video-Containerformate
Audio-/Video-Containerformate können zumindest einen Audio- und einen Videostream enthalten. Einige Formate ermöglichen darüber hinaus die Einbettung von Untertiteln (zum Beispiel VOB, MP4, MKV), Menüstrukturen (zum Beispiel VOB, MP4, DMF) oder anderen Inhalten.
| Entwickler               | Format                       | Datei- suffix         | Details |
| ------------------------ | ---------------------------- | --------------------- | --- |
| 3GPP                     | 3gp                          | .3gp                  | ein für Mobiltelefone optimiertes Format, das auf MP4 basiert. |
| Adobe Inc.               | Flash Video                  | .flv                  | ein für Webstreaming optimiertes Format. Bis Flash 6 verwendete Macromedia das Sorenson-Videoformat. Ab Version 8 wurde VP6 von TrueMotion verwendet. Es folgten VP7 und ab 2008 VP8.     |
| Apple                    | QuickTime                    | .mov, .qt             | das Containerformat der gleichnamigen Abspielsoftware. Es enthielt in früheren Versionen das Sorenson-Videoformat und heute AVC.                                                          |
| Blu-ray Disc Association | BDAV MPEG-2 Transport Stream | .m2ts, .mts           | Das Containerformat für Blu-ray-Disc-Video. Das Format ist ein modifizierter MPEG-2 Transport Stream.                                                                                     |
| DivX Networks            | DivX Media Format            | .divx                 | basiert auf AVI und enthält mit DivX codierte MPEG-4-ASP-Videostreams. |
| DVD Forum                | Video Object                 | .vob                  | das Containerformat für DVD-Video und meist MPEG-1 oder MPEG-2-komprimiert. |
| DVD Forum                | Enhanced VOB                 | .evo                  | das Containerformat für HD-DVD-Video. |
| Google                   | WebM                         | .webm                 | Der WebM-Standard besteht aus dem Videoformat VP8 oder dessen Nachfolger VP9 und dem Audioformat Vorbis oder Opus in einem auf einer Untermenge von Matroska basierenden Containerformat. |
| Matroska                 | Matroska                     | .mkv, .mka            | ein Open-Source-Containerformat für fast alle verfügbaren Videoformate. |
| Microsoft                | Advanced Streaming Format    | .asf, .wmv, .wma      | Teil des Windows Media Frameworks, wird von allen aktuellen Windows-Versionen nativ unterstützt und enthält proprietäre Videoformate von Microsoft.                                       |
| Microsoft                | Audio Video Interleave       | .avi                  | ein älteres RIFF-basierendes Format, das trotz seiner technisch begrenzten Möglichkeiten heute noch eine große Verbreitung hat.                                                           |
| MPEG                     | MPEG-1 System Stream         | .mpg, .mpeg           | der offizielle Container für das MPEG-1-Videoformat. Ältere VCD-Formate benutzten ihn hauptsächlich. Er verliert zunehmend an Bedeutung.                                                  |
| MPEG                     | MPEG-2-Programmstrom         | .mpg, .mpeg, .ps      | fast identisch zum MPEG-1 System Stream, verfügt aber über eine wesentlich bessere Auflösung und einen schnelleren Transport.                                                             |
| MPEG                     | MPEG-2 Transportstrom        | .ts, .tsp             | wie DVB ein für fehleranfällige Übertragungswege optimiertes Containerformat. |
| MPEG                     | MP4                          | .mp4                  | das Standard-Containerformat für MPEG-4-ASP-/-AVC-Videostreams und basiert auf dem Quicktime-Containerformat.                                                                             |
| RealNetworks             | RealMedia                    | .rm, .rmvb, .ra, .ram | ein Container für RealAudio- und RealVideo-Streams. Die neuen Codecs von Realmedia beruhen auf MPEG-2 oder MPEG-4 und einer G2-Audio-Kompression, die dem MP3 ähnelt.                     |
| Xiph.org                 | Ogg                          | .ogg .ogv             | der offizielle Container für Ogg-Formate. |
| Xiph.org                 | Ogg Media                    | .ogm                  | ist ein Hack des Ogg-Containers, der so um einige Möglichkeiten erweitert wurde. |
| unbekannt                | MXF                          | .mxf                  | Material Exchange Format. Sehr strikter Container. Vor allem in professioneller Broadcast-Umgebung verwendet.                                                                             |
| unbekannt                | OMFI                         | .omf                  | ein Avid-Format, das in TV-Schnittsystemen verwendet wird. Es beruht im Wesentlichen auf MP2-komprimiertem oder sogar unkomprimiertem AVI.                                                |
| unbekannt                | DV                           | .dv                   | Digital Video, entwickelt für Schnittsysteme. |

## Weitere Containerformate
| Entwickler       | Format                           | Dateiendung(en)                | Typ                    | Details                                                                                           |
| ---------------- | -------------------------------- | ------------------------------ | ---------------------- | ------------------------------------------------------------------------------------------------- |
| Adobe Inc.       | Portable Document Format         | .pdf                           | Verbunddokument        | für Text, Bilder und binäre Daten                                                                 |
| Adobe Inc.       | Tagged Image File Format         | .tif                           | Rastergrafik           |                                                                                                   |
| Apple            | Audio Interchange File Format    | .aif, .aiff, .aifc, .ief, .snd | Audio                  | aufbauend auf dem Interchange File Format (IFF)                                                   |
| Electronic Arts  | ILBM                             | .ilbm                          | Bilder                 | aufbauend auf dem Interchange File Format (IFF)                                                   |
| Electronic Arts  | ANIM                             |                                | Animationen            | aufbauend auf dem Interchange File Format (IFF)                                                   |
| Electronic Arts  | FTXT                             |                                | Text                   | aufbauend auf dem Interchange File Format (IFF)                                                   |
| Microsoft        | RIFF WAVE                        | .wav                           | Audio                  | aufbauend auf dem Resource Interchange File Format (RIFF)                                         |
| Microsoft        | Microsoft Exchange Message       | .msg                           | E-Mail                 | für Mitteilungen mit Anhängen, Kalender usw.                                                      |
| Microsoft        | Microsoft Outlook Personal Store | .pst                           | E-Mail                 | für die Gesamtheit aller Mitteilungen im MSG-Format                                               |
| Microsoft        | Virtual Hard Disk                | .vhd, .vhdx                    | Virtueller Datenträger | virtuelle Festplatten u. a. für Virtual PC, Virtual Server und integriert in Windows ab Windows 7 |
| Sun Microsystems | Au                               | .au, .snd                      | Audio                  |                                                                                                   |
| VMware           | VMDK                             | .vmdk                          | Virtueller Datenträger | virtuelle Festplatten für VMware-Virtualisierungsprodukte                                         |

Anmerkung: Reine Audio-Containerformate können keine Videodaten enthalten.